# Gandigwad, Khanapur
Gandigwad là một làng thuộc tehsil Khanapur, huyện Belgaum, bang Karnataka, Ấn Độ.